# Корецкая городская община
Корецкая городская община (укр. Корецька міська громада) — территориальная община в Ровненском районе Ровненской области Украины.
Административный центр — город Корец.
Население составляет 24316 человек. Площадь — 527,7 км².
В соответствии с распоряжением Кабинета Министров Украины от 12 июня 2020 года, в состав общины вошла территория Корецкого городского совета, а также Брыковского, Веснянского, Великоклецковского, Гвоздевского, Головницкого, Даничевского, Жадковского, Зализницкого, Коловертовского, Корыстовского, Крыловского, Морозовского, Новокорецкого, Речицкого, Сапожинского, Сторожевского, Устьенского и Харалугского сельских советов упразднённого Корецкого района.

## Населённые пункты
В состав общины входят 1 город и 33 села:
- Город Корец
- Брыковский старостинский округ:
  - Богдановка
  - Брыков
  - Черница
- Веснянский старостинский округ:
  - Весняное
  - Голычевка
  - Морозовка
  - Сторожев
- Гвоздевский старостинский округ:
  - Гвоздев
- Даничевский старостинский округ:
  - Великая Клецка
  - Даничев
  - Зализница
  - Коловерты
  - Малая Клецка
  - Топча
  - Харалуг
- Жадковский старостинский округ:
  - Жадковка
  - Старый Корец
- Корыстовский старостинский округ:
  - Головница
  - Забара
  - Калиновка
  - Корысть
  - Новины
  - Сапожин
- Крыловский старостинский округ:
  - Крылов
- Новокорецкий старостинский округ:
  - Новый Корец
- Речицкий старостинский округ:
  - Анновка
  - Казак
  - Копытов
  - Речки
  - Речечина
- Устьенский старостинский округ:
  - Дерманка
  - Устье
  - Франкополь